# Gleptoferron
Gleptoferron ist ein tiermedizinischer Arzneistoff, der zur Prävention und Behandlung von Eisenmangelanämie bei Ferkeln zugelassen ist. Bei in Intensivhaltung aufgezogenen Schweinen ist die Eisenmangelanämie eine häufige Mangelerkrankung in der frühen postnatalen Phase. Die Präparate sind i. d. R. für die intramuskuläre Verabreichung, es gibt jedoch auch Präparate zur Eingabe (orale Anwendung).

## Eigenschaften
Der Stoff ist ein modifizierter Eisen-Dextran-Komplex, bei welchem die Dextran-Liganden endständig eine (2Ξ)-ᴅ-Glucoheptonsäure tragen. Der Formelstamm lautet x FeHO2 ∙ n C6H10O5 ∙ C7H14O8 ∙ y H2O.
Der Wirkstoff liegt kolloidal gelöst vor in Form einer dunkelbraunen, wässrigen, leicht viskosen Flüssigkeit.

## Wirksamkeit
Vergleichende Untersuchungen bereits in den 1980er Jahren zeigten, dass die Resorption von Gleptoferron der des Eisendextrans nicht unterlegen bzw. sogar überlegen ist. Spätere Studien bestätigten, dass die resorbierte Menge durchschnittlich deutlich höher ist als bei Eisendextran und auch rascher aufgenommen wird. Nach Behandlung mit Eisendextran oder Gleptoferron waren hämatologische Parameter wie Hämoglobin und Hämatokrit ähnlich; es gab keine Unterschiede in den Wachstumsraten der Ferkel.

## Handelsnamen
- Gleptosil (Ceva), Ursoferran (Serumwerk Bernburg)

- Kombination mit dem Antikokzidium Toltrazuril: Forceris (Ceva), Baycox Iron (Elanco) (zur gleichzeitigen Prävention von Eisenmangelanämie und von klinischen Symptomen von Kokzidiose)

Gleptoferron ist als Gleptosil in Deutschland seit 1997 zur Prävention und Behandlung von Eisenmangelanämie bei Ferkeln zugelassen, in der Schweiz seit 1999.